# حسن مطر
حسن مطر (انگلیسی: Hassan Mattar؛ زادهٔ ۱ ژانویهٔ ۱۹۵۶) بازیکن فوتبال اهل قطر است.

## باشگاهی
از باشگاه‌هایی که در آن بازی کرده‌است می‌توان به السد، القطر اشاره کرد.

## تیم ملی
وی همچنین در تیم ملی فوتبال قطر بازی کرده است.